# ذياب هباب الريح (مسلسل)
ذياب هباب الريح- مسلسل دراما أردني، تم عرضه في 2022م، من تأليف: وفاء بكر، وإخراج: رولا حجة.

## طاقم العمل
يتكون طاقم عمل المسلسل الأردني "ذياب هبّاب الريح" من:
- محمد العبادي
- عبير عيسى
- لونا بشارة
- حسن خمايسة
- جميل عواد
- جولييت عواد
- رفعت النجار
- داوود جلاجل
- عبد الكريم القواسمي
- حسن أبو شعيرة
- أنور خليل
- إبراهيم أبو الخير
- سهير فهد
- رانيا فهد
- ناريمان عبدالكريم
- عبدالله المجالي
- فضل العوضي
- هيا عبد الغني
- كرم الزواهرة
- نور العزام
- دينا الكيالي
- مروان عايش
- طارق الشوابكة